# Emslandplan

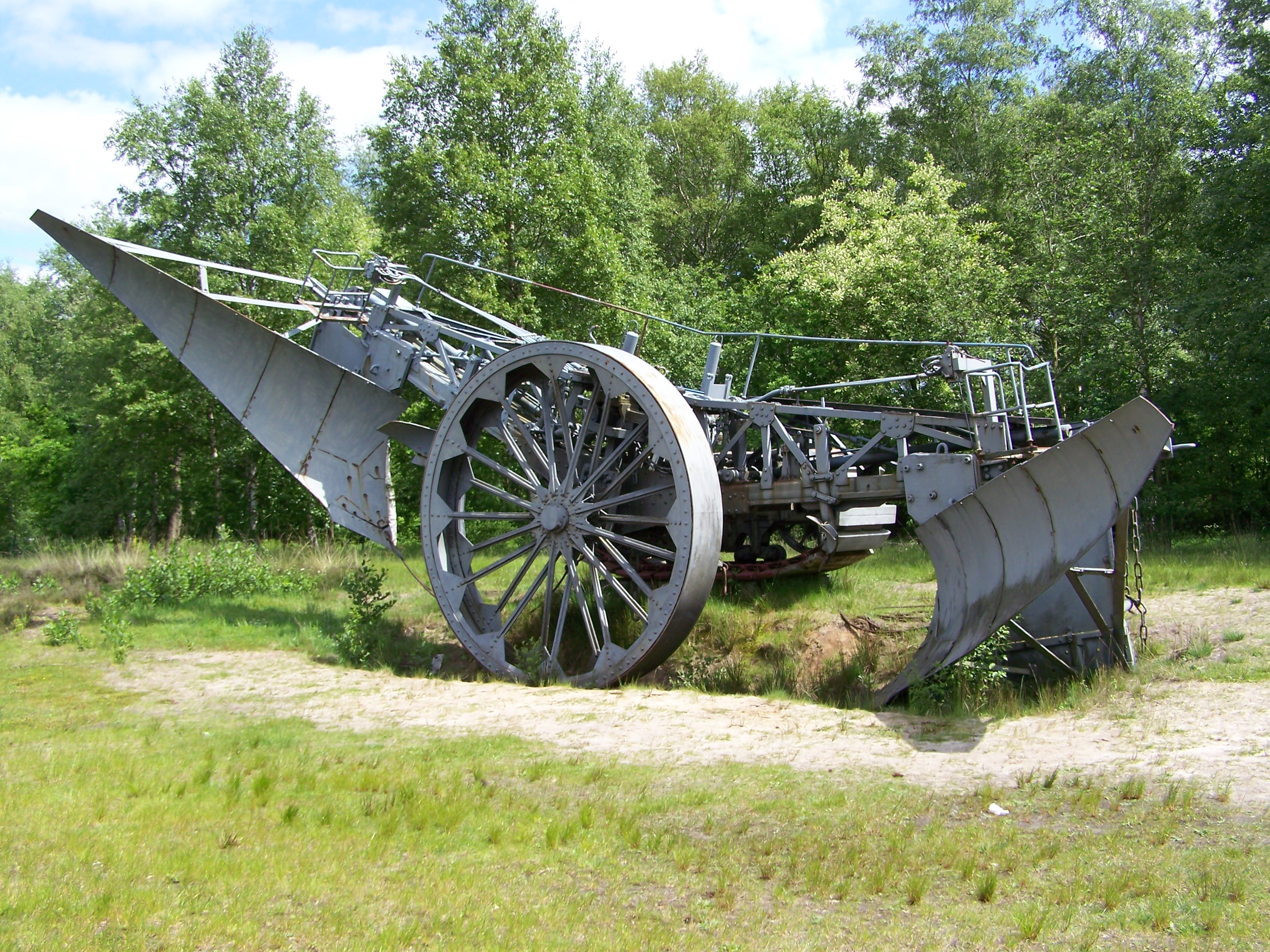
Der Mammutpflug gilt als Symbol des Emslandplans

Der Emslandplan wurde vom Deutschen Bundestag am 5. Mai 1950 beschlossen, um den Lebensstandard des seinerzeit eher rückständigen Emslandes der Bundesrepublik anzugleichen. Dabei profitierten nicht nur die damals emsländischen Landkreise Aschendorf-Hümmling, Meppen, Lingen und die Grafschaft Bentheim vom Emslandplan, sondern auch Teile der angrenzenden Landkreise Leer, Cloppenburg und Bersenbrück.

## Geschichte
Am 7. März 1951 wurde die 1989 aufgelöste Emsland GmbH nicht zuletzt mit erheblichen finanziellen Fördermitteln aus den Vereinigten Staaten gegründet, die im Laufe der Zeit mehr als 2,1 Milliarden DM überwiegend aus Mitteln des Bundes und des Landes Niedersachsen erhielt.
Gründe für die Verabschiedung des Emslandplans waren unter anderem:
- strukturelle Rückständigkeit der Region
- niederländische Gebietsforderungen, Niederländische Annexionspläne nach dem Zweiten Weltkrieg
- Ansiedlung vertriebener und geflüchteter Landwirte aus den deutschen Ostgebieten
- recht ergiebige Erdöl- und Erdgasfunde im Emsland und der Grafschaft Bentheim
- ungesicherte Ernährungslage

Mit Hilfe riesiger Tiefpflüge, so genannter Ottomeyerpflüge, die bis zu einer Tiefe von 2,4 Meter den Boden umpflügten, wurden weite Moorgebiete wie das Bourtanger Moor sowie Heideflächen umgegraben und landwirtschaftlich urbar gemacht. Damit sollte ein tiefgreifender Wandel der Region eingeleitet werden. Neben dem Anlegen neuer Straßen, weiterer Verkehrswege und Bauernhöfe entstanden völlig neue Dörfer oder Ortsteile. Unter Naturschutzaspekten wird der Plan aus heutiger Sicht kritischer betracht, damals war aber der Blick auf die Ernährung der Bevölkerung und eine Zukunftsperspektive der verarmten Region wichtiger.
Prägte zunächst die Landwirtschaft das Erwerbsleben, dominieren heute moderne Industrie- und Gewerbebetriebe das Wirtschaftsleben des Emslandes. Neben einer Reihe von mittelständischen Unternehmen, darunter regionale Zulieferer des Volkswagenwerkes Emden, findet man im Landkreis Emsland das Schießgelände der Bundeswehr bei Meppen, die inzwischen stillgelegte Teststrecke der Magnetschwebebahn Transrapid, die Papenburger Meyer-Werft und das Automobilprüfgelände Papenburg.